# Con calma
Con calma è un singolo del rapper portoricano Daddy Yankee, pubblicato il 24 gennaio 2019.
Il brano, cantato in lingua anglo-spagnola, ha visto la partecipazione del cantante canadese Snow.

## Antefatti
Con calma è stato scritto dallo stesso interprete insieme a Snow e Juan "Gaby Music" Rivera, ed è stato prodotto dal duo di produttori discografici statunitense Play-N-Skillz e co-prodotto da David "Scott Summers" Macias. In precedenza, Daddy Yankee e Play-N-Skillz hanno lavorato insieme nei singoli Not a Crime (2016) e Azukita (2018), mentre Gaby Music ha co-scritto il brano vincitore del Latin Grammy di Daddy Yankee Dura (2018) e ha lavorato come tecnico della registrazione nel 2017 per il brano vincitore del Latin Grammy Award alla registrazione dell'anno Despacito di Luis Fonsi con Daddy Yankee.
I Play-N-Skillz hanno proposto il concept di Con calma all'inizio del 2017 e hanno registrato un loop di batteria, mentre il cantautore Máximo Mundial li ha aiutati con l'idea del ritornello. Un mese dopo a Los Angeles, il duo mostrò il progetto a Daddy Yankee, che stava per registrare un'altra traccia ma decise di cambiare i suoi piani. La versione originale di Con calma presentava solo voci di Daddy Yankee, che disse ai produttori che la canzone «aveva bisogno di un fattore sorpresa» perché «dovevano rendere omaggio all'autore principale». Allora i Play-N-Skillz si sono messi in contatto con Juan Vibras, che stava lavorando con l'etichetta indipendente Rich Music e li ha messi in contatto con Snow. Quest'ultimo ha registrato una strofa per il brano, che è stata inviata a Daddy Yankee, che «l'ha adorata». Snow e il suo manager Paul Farberman hanno lavorato per organizzare un ritorno nelle scene musicali dal 2017 al fine di reintrodurlo nelle classifiche musicali attraverso un accordo di pubblicazione con la Warner Chappell Music e una serie di remix di Informer programmati per essere pubblicati da Radikal Records nel New Jersey e Roton Music in Romania.
Daddy Yankee ha dichiarato ad Apple Music che il singolo Informer del 1992 era «una delle sue canzoni preferite quando era un adolescente, e per farlo nel modo giusto aveva bisogno che Snow fosse nel disco». Ha aggiunto che «devi rendere onore a un classico per farne una nuova versione», e dopo averlo mostrato a Snow, questo ha risposto che «sarebbe stato al 100% nella canzone». Daddy Yankee ha descritto la situazione come «un canadese e un portoricano che fanno musica giamaicana, due pionieri, due persone che spingono le culture». Voleva «trasmettere la migliore energia e freschezza sia nella danza che nella musica, unificando la musica dei suoi anni dell'adolescenza con il suono moderno di oggi». Daddy Yankee ha affermato per Billboard di aver scelto di pubblicare Dura nel 2018 invece di Con calma e ha aggiunto che il primo «ha aperto un nuovo orizzonte musicale e gli ha dato l'opportunità di segnare la sua firma». Con calma ha subito diversi cambiamenti di produzione e arrangiamenti fino a ottobre 2018, quando Daddy Yankee ha chiamato i Play-N-Skillz per dire loro che la canzone sarebbe stata pubblicata «nei prossimi due mesi».
Informer di Snow ha trascorso sette settimane consecutive al numero uno della Billboard Hot 100. Il brano è stato inserito nell'edizione 1999 del Guinness dei primati come il singolo reggae più venduto nella storia degli Stati Uniti. Snow ha affermato che non pensava che Informer sarebbe stato un successo e ha aggiunto che «è sorprendente che la canzone sia ascoltata di nuovo dopo 25 anni». Ha aggiunto che «molte persone hanno realizzato delle cover prima, ma Daddy Yankee l'ha presa e ha fatto qualcosa di diverso con il suo flow». Ha avuto una reazione positiva ai testi rielaborati, in cui non si fa menzione dei temi presenti in Informer come la prigionia di Snow né i suoi problemi con le autorità di Toronto. Daddy Yankee e Snow non si sono incontrati per la registrazione della canzone né per le riprese del video musicale.

## Descrizione
Si tratta di un uptempo di genere dancehall e reggaeton suonato in chiave di La bemolle minore a tempo di 94 battiti al minuto. È stato definito come cover rivisitata del brano Informer di Snow del 1992. Madeleine Marr di Miami Herald ha detto che il testo parla di «una donna che usa il suo fascino femminile», mentre Camile Roldán Soto di El Nuevo Día ha affermato che il brano parla di «una ragazza che balla molto bene». Jessica Roiz di Billboard ha descritto come Daddy Yankee e Snow nella canzone che «lodano le mosse di una ragazza». Celia Fernandez di O, The Oprah Magazine ha scritto che il singolo parla di «un ragazzo che guarda con calma una ragazza che balla in un club durante la notte». Secondo Fernandez, nel ritornello Daddy Yankee descrive come «ama il modo in cui [una ragazza] si muove e guarda quando è sulla pista da ballo».

## Video musicale
Il video è stato diretto dal regista dominicano Marlon Peña, che aveva precedentemente lavorato con Daddy Yankee in diversi video musicali, tra cui Mayor que yo (2005), Shaky Shaky (2016) e Hielo (2018). Le riprese si sono svolte a Los Angeles e Toronto. Il video musicale ufficiale del brano è stato pubblicato tramite il canale YouTube di Daddy Yankee il 24 gennaio 2019. Presenta una versione Animoji di un giovane Daddy Yankee di nome Sikiri. Il personaggio balla a fianco di una troupe di ballo della Chapkis Dance Family indossando felpe e pantaloni lunghi per tutto il video musicale, mentre Daddy Yankee e Snow hanno delle brevi apparizioni durante i rispettivi versi. I ballerini sono stati coreografati da Greg Chapkis e Dylan Michael. Ad agosto 2020 la clip ha superato i due miliardi di visualizzazioni, rendendolo il secondo video di Yankee e il primo di Snow ad eseguire tale risultato. Alla sedicesima edizione dei Premios Juventud la coreografia ha trionfato nella categoria Sick Dance Routine.

## Formazione
- Daddy Yankee – voce
- Snow – voce aggiuntiva
- Play-N-Skillz – produzione
- David Macias "Scott Summers" – co-produzione

## Versione remix
Ad un certo punto dopo il 20 marzo 2019, Daddy Yankee stava «cercando il fattore sorpresa», ma pensava che presentare «qualcuno della cultura urbana [sarebbe stato] prevedibile». L'uomo d'affari californiano Charles Chavez, manager del rapper statunitense Pitbull dal 2007 al 2015, ha collegato i Play-N-Skillz con la cantante statunitense Katy Perry. Meno di 24 ore dopo, il duo è volato da Miami a Los Angeles per lavorare alla versione remix con Katy Perry, che ha finito per registrare tutte le sue voci in una notte.
Il 12 aprile 2019, a meno di tre mesi dall'uscita della versione originale, la rivista Hits ha pubblicato un rumour su Capitol Records che stava lavorando a un remix con versi in lingua inglese eseguiti da Katy Perry. Cinque giorni dopo, Daddy Yankee ha pubblicato un video sul proprio profilo Instagram di sé stesso ascoltando i versi di Perry e chiedendo ai suoi fan quando avrebbe dovuto pubblicare il remix.
Il remix è stato pubblicato il 19 aprile 2019 per promuovere il singolo nel mondo anglofono. È stato scritto da Daddy Yankee, Snow, Juan "Gaby Music" Rivera e Katy Perry, ed è stato prodotto dai Play-N-Skillz e Daddy Yankee e coprodotto da David "Scott Summers" Macias. Edmond Daryll Leary, Michael Grier, Shawn Leigh Moltke e Terri Moltke hanno ricevuto crediti di scrittura per Informer.

## Promozione
Daddy Yankee si è esibito per la prima volta con il singolo alla 31ª edizione del Premio Lo Nuestro il 21 febbraio 2019 a Miami. È diventato il primo cantante ispanico ad esibirsi allo talk show statunitense The Late Late Show with James Corden il 20 marzo 2019, dove ha eseguito la canzone. Il giorno seguente, Daddy Yankee si è esibito alla prima edizione dei Tu Música Urbana Award al Coliseo de Puerto Rico di San Juan. Si è esibito con il brano anche durante l'evento di YouTube al Radio City Music Hall di New York il 2 maggio 2019. Daddy Yankee e Katy Perry hanno eseguito la versione remix alla finale della diciassettesima stagione del reality show American Idol il 19 maggio 2019. Yankee ha anche cantato la versione originale al talk show spagnolo El Hormiguero il 30 maggio 2019 e come artista ospite nella serie comica di sketch di Nickelodeon All That il 22 giugno 2019.
Un tour omonimo di concerti europei per promuovere il brano è iniziato il 31 maggio 2019 ed ha incluso sedici concerti in otto paesi. Il 22 giugno 2019 Yankee ha annunciato che il tour sarebbe stato esteso alle Americhe, a partire dal 19 luglio 2019 e terminando il 21 marzo 2020, inclusi otto concerti in sei nazioni.

## Pubblicazione e accoglienza
Con calma è stato reso disponibile per il download digitale e lo streaming il 24 gennaio 2019 dall'etichetta discografica di Daddy Yankee El Cartel Records su licenza esclusiva di Universal Music Latino. Daddy Yankee ha incoraggiato le persone sui social media a prendere parte alla Con calma Challenge, che consiste nel caricare un video ballando sul brano, al fine di promuovere il singolo.
Suzy Exposito di Rolling Stone ha descritto la traccia come «una canzone pop brillante e massimalista» e ha definito il verso di Snow una «deliziosa bomba nostalgica»". Jon Caramanica del New York Times ha scritto che il singolo è un «aggiornamento in lingua spagnola gratuitamente accattivante di una canzone orecchiabile». Raisa Bruner di Time ha dichiarato che «Daddy Yankee dimostra di essere ancora molto in cima al gioco» nonostante abbia concorrenza con «molte stelle nascenti nella musica latina». Bruner ha anche scritto che «anche se non parli spagnolo, [il ritornello] è abbastanza facile da capire e inevitabilmente rimarrà bloccato nella tua testa, per non parlare del portare le persone sulla pista da ballo».
La versione remix con Katy Perry è stata distribuita attraverso i rivenditori digitali e le piattaforme di streaming il 19 aprile 2019 da El Cartel Records e Capitol Records. È stato inviato alla contemporary hit radio negli Stati Uniti d'America il 23 aprile 2019.
Il collaboratore di Forbes, Jeff Benjamin, ha criticato la versione remix affermando che i versi in lingua spagnola di Katy Perry sono «frasi abbastanza semplici». Ha anche sostenuto che i suoi nuovi testi «vacillano in alcuni stereotipi di Hollywood stanchi sulla cultura latina», come la parola «piccante» usata per «feticizzare le donne latine o far finta di pensare che le persone latine abbiano rapidi temperamenti». Benjamin ha anche criticato l'apertura della canzone scrivendo che «[Katy Perry] che sussurra "Ay, Daddy!" sembra tutt'altro che sexy»". Ha paragonato il trattamento di Despacito del 2017 di Luis Fonsi e Daddy Yankee quando un remix con il cantante canadese Justin Bieber «ha portato [la canzone] ad un salto di qualità». Ha concluso la recensione dicendo che «questi pochi passi falsi con i testi e la mancanza di Perry che interagisce più a fondo con la hit latina potrebbero bloccare questo remix dall'ottenere il vero successo che il crossover mira chiaramente a catturare».
Suzy Exposito di Rolling Stone ha scritto che «[Katy Perry] fa un affascinante ritorno ai giorni di Teenage Dream [...] e ronza un po' di spagnolo per buona misura, ma i gemiti "Ay Daddy... ¿Cómo te llamas, baby?/A little mezcal got me feelin' spicy" hanno lasciato un'impressione imbarazzante sia per i fan di Yankee che per quelli di Perry». Si è riferita alla versione remix come «strana» e ha affermato che «Perry potrebbe essere un camaleonte pop, ma i suoi versi creano un'incompabilità culturale [...] ed evocano il secolare tropicalismo di Carmen Miranda che avremmo dovuto lasciare negli anni cinquanta». Jon Caramanica del New York Times ha dichiarato che il coinvolgimento di Katy Perry nella versione remix è stata la «più grande sorpresa» di un'eventuale versione in lingua inglese della canzone «nel clima pop contemporaneo». Caramanica ha dichiarato di non essere rimasta sorpresa dal fatto che il suo verso di apertura fosse un «flirt interculturale» e ha descritto la versione di Perry del ritornello come «imbarazzante».
Frida Garza del sito Jezebel ha dato una recensione negativa della canzone, affermando che «chiunque abbia approvato questo remix di Katy Perry [...] potrebbe effettivamente provare a sabotare la sua carriera» e chiedendosi se un'intelligenza artificiale abbia scritto le prime tre righe del suo verso di apertura. Garza ha concluso dicendo che «[Perry] sperava di inserirsi in qualcosa che ha dimostrato di essere popolare con il minor sforzo possibile, a scapito sia di se stessa che di questa canzone di perfettamente valida». D'altra parte, Liz Calvario di Entertainment Tonight ha scritto che «[Con Calma] è semplicemente migliorato» con la versione remix, che è stata descritta come «accattivante». Marco Salazar di E! ha definito la collaborazione come «epica», chiedendo la pubblicazione di un video musicale.
Chuck Arnold del New York Post ha definito la versione remix la sesta miglior canzone estiva del 2019.

### Riconoscimenti
La versione originale del brano ha ottenuto una candidatura come Best Urban Fusion/Performance ai Latin Grammy Award e come Miglior video latino agli MTV Video Music Award annuali. La versione remix di Con calma è stata candidata come Miglior canzone latina in occasione della ventunesima edizione dei Teen Choice Awards.

## Successo commerciale

### America del Nord
Con calma ha debuttato al numero 6 della classifica Hot Latin Songs, diventando la ventiseiesima top ten di Yankee nella classifica e il suo ingresso più alto da Despacito il 4 febbraio 2017. Nella sua prima settimana di tracciamento completa, è risultata la canzone latina più venduta con 10 000 copie digitali. Con calma ha raggiunto la vetta della Hot Latin Songs il 4 maggio 2019, diventando il sesto numero uno di Daddy Yankee nella classifica, e vi è rimasto per undici settimane.
Nella Billboard Hot 100, la canzone ha esordito alla 90ª posizione nella pubblicazione del 9 febbraio 2019, diventando l'undicesima canzone di Yankee ad entrare la classifica dei singoli statunitense e la prima di Snow dal 1993 e il suo terzo totale. La versione originale ha raggiunto la 48ª posizione il 30 marzo 2019. Dopo l'uscita della versione remix con Katy Perry, la canzone ha raggiunto la 22ª posizione l'8 giugno 2019, diventando il terzo singolo di Yankee con la posizione più alta nella classifica, dietro Despacito e Oye mi canto, così come la 21ª top thirty di Perry. Ha anche raggiunto l'11ª posizione della classifica Digital Songs dopo aver venduto 13 000 download digitali nella settimana terminata il 4 maggio 2019 e la 23ª della Streaming Songs grazie a 12 milioni di riproduzioni in streaming. Con calma è risultata la canzone in lingua spagnola più venduta e la quarta più ascoltata in streaming della prima metà del 2019 negli Stati Uniti, con 120 000 copie digitali vendute e 216 217 000 stream.
Nella terra d'origine di Snow, la canzone ha raggiunto la 6ª posizione della classifica canadese dei singoli, diventando il suo primo ingresso in classifica sin dal suo esordio nel 2007.

### Resto del mondo
In Italia è stato il 10º singolo più trasmesso dalle radio nel 2019.
Il brano è rimasto in vetta alla Billboard Argentina Hot 100 per dieci settimane consecutive, divenendo la terza numero uno più longeva della classifica sin dalla sua pubblicazione avvenuta il 13 ottobre 2018, rimanendo dietro solo a Tusa di Karol G e Otro trago di Sech, Ozuna e Anuel AA, rispettivamente con venticinque e tredici settimane.

## Classifiche

### Classifiche settimanali
| Classifica (2019) | Posizione massima |
| ----------------- | ----------------- |
| Argentina         | 1                 |
| Austria           | 7                 |
| Belgio (Fiandre)  | 6                 |
| Belgio (Vallonia) | 2                 |
| Canada            | 6                 |
| Colombia          | 1                 |
| Costa Rica        | 4                 |
| Croazia           | 13                |
| Danimarca         | 37                |
| Estonia           | 13                |
| Finlandia         | 13                |
| Francia           | 7                 |
| Germania          | 6                 |
| Grecia            | 5                 |
| Irlanda           | 43                |
| Italia            | 1                 |
| Lettonia          | 55                |
| Lituania          | 18                |
| Lussemburgo       | 2                 |
| Messico           | 1                 |
| Paesi Bassi       | 4                 |
| Polonia           | 2                 |
| Portogallo        | 6                 |
| Regno Unito       | 66                |
| Repubblica Ceca   | 17                |
| Romania           | 2                 |
| Russia            | 1                 |
| Slovacchia        | 10                |
| Slovenia          | 1                 |
| Spagna            | 1                 |
| Stati Uniti       | 22                |
| Svezia            | 21                |
| Svizzera          | 2                 |
| Ucraina           | 11                |
| Ungheria          | 6                 |

### Classifiche di fine anno
| Classifica (2019) | Posizione |
| ----------------- | --------- |
| Argentina         | 2         |
| Austria           | 18        |
| Belgio (Fiandre)  | 13        |
| Belgio (Vallonia) | 12        |
| Cile              | 7         |
| Canada            | 27        |
| Colombia          | 8         |
| Francia           | 17        |
| Germania          | 11        |
| Islanda           | 60        |
| Italia            | 7         |
| Messico           | 2         |
| Paesi Bassi       | 14        |
| Perù              | 6         |
| Polonia           | 9         |
| Portogallo        | 11        |
| Romania           | 10        |
| Russia            | 15        |
| Slovenia          | 3         |
| Spagna            | 2         |
| Stati Uniti       | 65        |
| Svezia            | 65        |
| Svizzera          | 9         |
| Ucraina           | 74        |
| Ungheria          | 19        |
| Uruguay           | 2         |
| Classifica (2020) | Posizione |
| Russia            | 145       |
| Ucraina           | 83        |